# Vincent Gigante

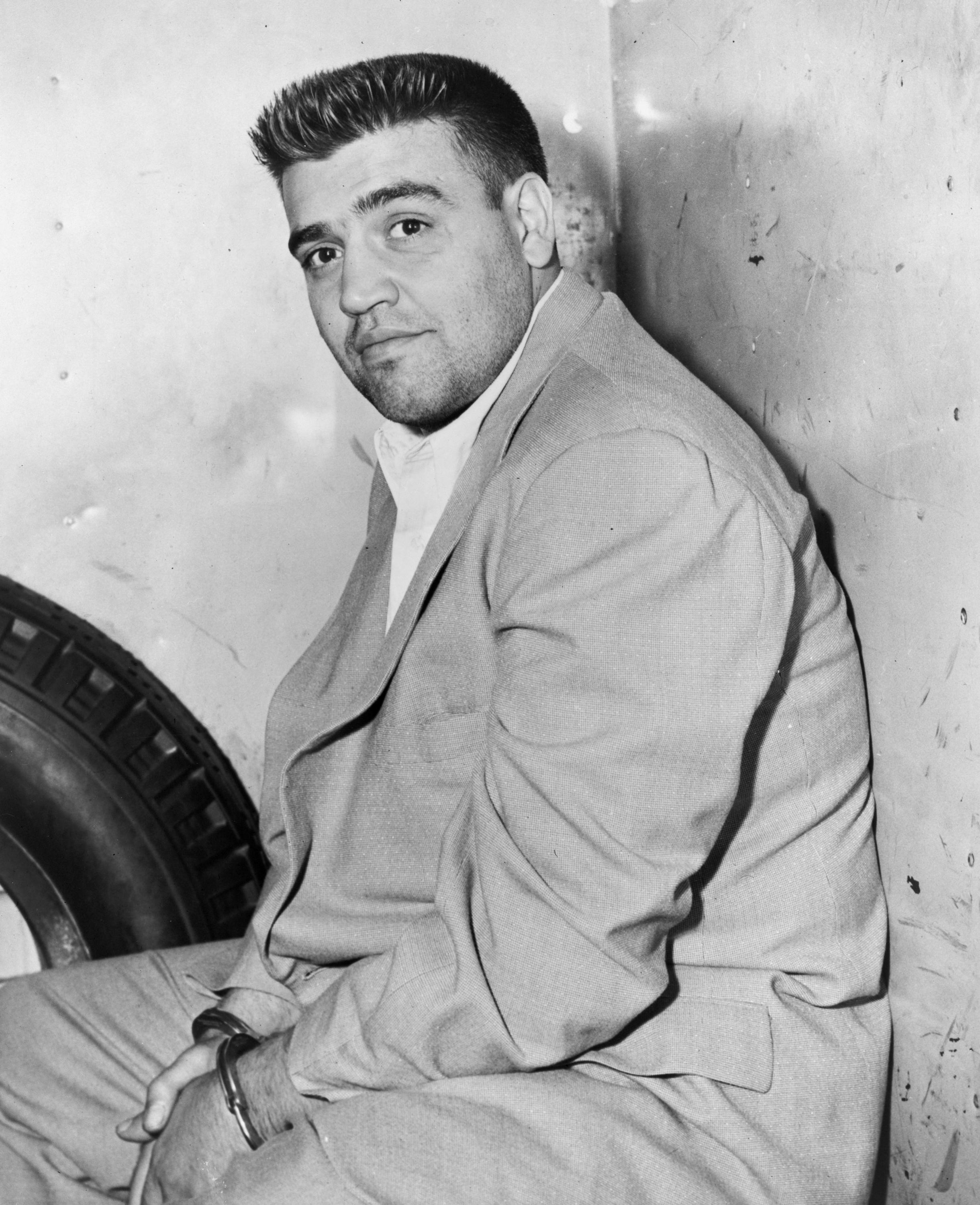
Vincent Gigante 1957

Vincent "Chin" Gigante, född 29 mars 1928 på Manhattan i New York, död 19 december 2005 i Springfield i Missouri, var tidigare Genovese-familjens boss. Han satt i fängelse från 1997 till sin död. Han avtjänade ett 12-årigt straff.
Det var Vincent Gigante som på 50-talet skickades att döda den dåvarande bossen Frank Costello men misslyckades. Kort därefter avgick Frank Costello som boss över familjen.
År 1969 började Gigante att spela mentalsjuk och gå omkring förvirrad och mumlande i Greenwich Village i bara morgonrocken och tofflor. Detta på grund av FBI:s åtal emot honom. FBI lyckades dock år 1997 få Gigante skyldig till bland annat hasardspel och konspiration.